# Aetea curta
Aetea curta är en mossdjursart som beskrevs av Jullien 1888. Aetea curta ingår i släktet Aetea och familjen Aeteidae. Inga underarter finns listade i Catalogue of Life.